# اندرو جمل
اندرو جمل (به انگلیسی: Andrew Gemmell) (زادهٔ ۲۰ فوریهٔ ۱۹۹۱) شناگر اهل ایالات متحده آمریکا است.